# Marko Simonovski
Marko Simonovski (sinh ngày 2 tháng 1 năm 1992) là một cầu thủ bóng đá người Macedonia thi đấu ở vị trí tiền đạo cho câu lạc bộ România Sepsi Sfântu Gheorghe.

## Sự nghiệp
Vào ngày 23 tháng 2 năm 2016, Simonovski ký hợp đồng cho đội bóng Giải bóng đá ngoại hạng Kazakhstan FC Zhetysu. Ngày 5 tháng 7 năm 2016, Simonovski gia nhập FC Shakhter Karagandy.

## Thống kê sự nghiệp
Tính đến trận đấu diễn ra ngày 29 tháng 10 năm 2016
| Câu lạc bộ          | Mùa giải            | Giải vô địch                       | Giải vô địch | Giải vô địch | Cúp Quốc gia | Cúp Quốc gia | Châu lục | Châu lục  | Khác    | Khác      | Tổng cộng | Tổng cộng |
| Câu lạc bộ          | Mùa giải            | Hạng đấu                           | Số trận      | Bàn thắng    | Số trận      | Bàn thắng    | Số trận  | Bàn thắng | Số trận | Bàn thắng | Số trận   | Bàn thắng |
| ------------------- | ------------------- | ---------------------------------- | ------------ | ------------ | ------------ | ------------ | -------- | --------- | ------- | --------- | --------- | --------- |
| FK Metalurg         | 2010–11             | 1. MFL                             | 16           | 2            | 0            | 0            | 2        | 1         | -       | -         | 18        | 3         |
| FK Metalurg         | 2011–12             | 1. MFL                             | 19           | 1            | 0            | 0            | 1        | 0         | 1       | 0         | 21        | 1         |
| FK Metalurg         | 2012–13             | 1. MFL                             | 11           | 5            | 0            | 0            | 2        | 0         | -       | -         | 13        | 5         |
| FK Metalurg         | 2013–14             | 1. MFL                             | 27           | 8            | 4            | 0            | 5        | 2         | -       | -         | 36        | 10        |
| FK Metalurg         | Tổng cộng           | Tổng cộng                          | 73           | 16           | 4            | 0            | 10       | 3         | 1       | 0         | 88        | 19        |
| Napredok (mượn)     | 2012–13             | 1. MFL                             | 17           | 5            | 0            | 0            | -        | -         | -       | -         | 17        | 5         |
| Amkar Perm          | 2014–15             | Giải bóng đá ngoại hạng Nga        | 4            | 0            | 0            | 0            | -        | -         | -       | -         | 4         | 0         |
| RNK Split           | 2015–16             | 1. HNL                             | 12           | 0            | 0            | 0            | -        | -         | -       | -         | 12        | 0         |
| Zhetysu             | 2016                | Giải bóng đá ngoại hạng Kazakhstan | 17           | 3            | 2            | 0            | -        | -         | -       | -         | 19        | 3         |
| Shakhter Karagandy  | 2016                | Giải bóng đá ngoại hạng Kazakhstan | 10           | 2            | 0            | 0            | -        | -         | -       | -         | 10        | 2         |
| Lahti               | 2017                | Veikkausliiga                      | 32           | 13           | 0            | 0            | -        | -         | -       | -         | 32        | 13        |
| Tổng cộng sự nghiệp | Tổng cộng sự nghiệp | Tổng cộng sự nghiệp                | 165          | 39           | 6            | 0            | 10       | 3         | 1       | 0         | 182       | 41        |